# الأميرة غابرييلا، كونتيسة كارلاديس

الأميرة غابرييلا موناكو، كونتيسة كارلاديس

الأميرة غابرييلا موناكو، كونتيسة كارلاديس (بالفرنسية: Gabriella de Monaco)‏ (10 ديسمبر 2014)، هي ابنة الأمير ألبرت الثاني أمير موناكو وزجته الأميرة شارلين وتعتبر الثانية في خط الخلافة إلى عرش موناكو.